# Историја алфабета
Историја алфабета почиње у древном Египту где је постојала историја писања више од једног миленијума. Први алфабети су се појавили око 2000. године пре нове ере у Египту као резултат рада семитских радника-робова на свом језику. Они су створили систем делимично на принципима алфабета (на силабичким и логографским вредностима) и делом на египатским хијероглифима. Већина других алфабета на свету данас су или наследници овог развоја, укључујући ту рецимо феничански, грчки, латински алфабет, или су директно и индиректно овог порекла. Као преглед послужиће следећи попис алфабета средњег бронзаног доба:

### Средње бронзано доба-комплетна генеалогија алфабета:
- канаанитско-феничански (14. век п. н. е.)
- палео-хебрејски (10. век п. н. е.)
- арамејски (9. век п. н. е.)
- брахми-индијски (6. век п. н. е.)
- тибетански (7. век)
- кмер-јавански (9. век)
- хебрејски (3. век п. н. е.)
- сиријски (2. век п. н. е.)
- набатенски (2. век п. н. е.)
- арапски (4. век.)
- пахлави (2. век п. н. е.)
- авестански (4. век)
- грчки (9. век п. н. е.)
- етрурски (8. век п. н. е.)
- латински (7. век п. н. е.)
- руне (2. век)
- огхам (4. век)
- готски (4. век)
- јерменски (405. година)
- глагољица (862. година)
- ћирилица (10. век)
- самарићански (6. век п. н. е.)
- иберијски (6. век п. н. е.)
- јужноарапска епиграфија (9. век п. н. е.)
- геез (5-6. век п. н. е.)
- мероитик (3. век п. н. е.)
- хангул (1443. година)
- зујин (1913. година)

## Почеци у Египту
До 2700. године пре нове ере древни Египћани су развили систем од 22 хијероглифа за обележавање појединачних консонаната свог језика, али је постојао још један хијероглиф који је представљао вокал у иницијалном или финалном положају. Ови глифови су се употребљавали као претече логограмима, изражавали су граматичке односе и касније, такође, и транскрипцију позајмљеница и страних имена. Па ипак, премда је то био алфабет по природи, систем није коришћен искључиво за алфабетско писање. Верује се да је прво чисто алфабетско писмо настало око 2000. године пре нове ере за семитске раднике у централном Египту. У току следећих 5 векова оно се проширило на север и сви каснији алфабети широм света су или имали порекло од овог или су били њиме посредно инспирисани, са изузетком мероитика и адаптације хијероглифа у Нубији, на југу Египта у 3. веку пре нове ере.

## Семитски алфабет
Рукописи из средњег бронзаног доба у Египту још нису дешифровани. Изгледа да су, ипак делимично, а можда и у потпуности алфабети. Најстарији примери су пронађени као графити у централном Египту и датирани су око 1800. године пре нове ере. Ово семитско писмо није искључиво постојало за бележење египатских консонаната, већ је у себе укључивало и велики број египатских хијероглифа-сви или вероватно њих 30 носили су семитске називе. Тако је, рецимо, хијероглиф пер (кућа у египатском) постало баут (кућа у семитском). Са ове тачке гледишта је нејасно да ли су ови глифови, када су се користили за семитски језик, били по природи чисти алфабети, презентујући само први консонант њихових имена према принципу акрофоније или су, такође, могли представљати секвенце консонаната, или чак и речи као што су то радили њихови претходници хијероглифи. На пример, глиф који је означавао кућу је могао да почиње само на б (б као у беут) или је могао да стоји и под секвенцом бут, али и, као што је стајао у египатском писму под п и секвенцом пр. Па ипак, временом су Канаанићани преузели писмо и оно је тада било чисто алфабетско, а хијероглиф који је изворно представљао кућу је стајао само под б.

## Наследници семитског абџада
Овај прото-канаанитски алфабет, баш као и египатски прототип је представљао само консонанте, систем који се зове абџад. Из њега се могу извести приближно сви алфабети који су се икада употребљавали. Већина њих води порекло од феничанског-ране верзије канаанитског писма.
Арамејски алфабет, који је еволуирао из феничанског у 7. веку пре нове ере као званично писмо Персијске Империје је, по свему судећи, предак скоро свих модерних алфабета Азије:
- Савремени хебрејски алфабет почива на локалној варијанти арамејског (изворни хебрејски алфабет су наставили да користе Самарићани).
- Арапски алфабет је пореклом од арамејског набатен алфабета који је данас на југу Јордана.
- Сиријски алфабет који се користио после 3. века је еволуирао кроз пахлави и согдиан у алфабете северне Азије као што су вероватно оркхон, угхур, манчу и монголски алфабет.
- Грузијски алфабет је неутврђеног порекла, али по свему судећи је део персијско-арамејске или можда грчке породице.
- Арамејски алфабет је вероватно предак брахми алфабета, индијског потконтинента који се шири на Тибет, Монголију, Индокину и Малајски архипелаг дуж читаве области хинду и будистичке религије (Кина и Јапан, док су примали будизам су већ били оспособљени за писмено изражавање на свом језику, па су остали при својим логографским и силабичким писмима).
- Хангул алфабет је настао у Кореји у 15. веку. По традиционалном мишљењу био је изум једног аутора, па ипак, Гари Ледијард претпоставља по величини његовог консонантског система да је могуће да је половина слова из тибетанског алфабета, која је у њега ушла преко фагспа алфабета за време кинеске Јуан династије. Јединствен међу осталим алфабетима света, остале консонанте је развио из овог извора.

Поред арамејског, феничански алфабет је дао подстрек грчком и берберском алфабету. Док су посебна слова за самогласнике заправо отежавала читање Египћанима, Берберима, Семитима, њихово одсуство је стварало проблем Грцима који су имали веома разнолику морфолошку структуру, Ипак, постојало је једноставно решење. Сви називи слова у феничанском алфабету почињали су консонантима, а то су били они консонанти који су представљени тим словима. Неки од консонаната су били поприлично слаби и Грци их нису имали у свом изговору, па се тих неколико слова почело изговарати са иницијалним самогласницима. По принципу акрофоније то је била основа система, па су сада постојала слова за иницијалне вокале. Рецимо, грчки није имао глотале или х, па је феничанско алеп и хе постало грчко алфа и е (касније преименовано у епсилон) и пре је служило за самогласнике а и е него за консонанте. Како је ово срећно решење решавало свега 6 од 12 грчких вокала, Грци су на крају створили диграфе и друге модификације као што су еи, оу, ио (које је постало омега) или су у неким случајевима једноставно игнорисали тај недостатак као у случају других а, и, у.
Грчки је у основи извор за многа савремена писма Европе. Алфабет раних дијалеката западне Грчке, где је слово ета остало х, дало је подстицај старом италском и романском алфабету. У дијалектима источне Грчке који нису имали х, ета је служило за самогласник и остало је вокал у савременом грчком. Сви други алфабети су изведени од тих источних варијаната: глагољица, ћирилица, јерменски, готски (који је користио и грчка и римска слова) и вероватно грузијски алфабет.
Ово је крајње поједностављен опис еволуције писма у неком линеарном правцу. На пример, манчу алфабет који је пореклом од абџада из западне Азије је, такође, утицао на корејски хангул који је био или независан (по традиционалном схватању) или је настао из абуџидаса јужне Азије. Грузијски алфабет је очигледно настао из породице арамејских језика, али је трпео снажне утицаје грчког. Грчки алфабет је условно настао из хијероглифа кроз први семитски алфабет, касније прилагођен додатном неколицином демотик хијероглифа када је коришћен за писање коптског египатског. Затим, постоји кри силабик (абуџида) за који се испоставило да је наследник деванагарија и питмана-слово може бити посебна творевина, али вероватно води порекло од курзивног латинског писма.

### Називи слова и секвенце
Не зна се колико је слова имао прото-синајски алфабет, нити који је редослед слова био. Међу његовим наследницима је угаритик алфабет који је имао 27 консонаната, јужни арапски алфабет са 29 и феничански који је редукован на 22. Ова писма су уређена у 2 реда, један је АБГДЕ као у феничанском и ХМХЛО на југу-угаритик је поседовао оба реда. Оба реда сведоче о утврђеној устаљености међу наследницима њихових предака.
Називи слова сведоче о устаљености међу наследницима Феничана, укључујући Самарићане, Арамејце, Сиријце, Хебреје и грчки алфабет. Ипак, напустили су га у арапском и латинском. Редослед слова је остао мање или више исти у латинском, арамејском, готском и ћирилици, али је напуштен у брахми, руни и арапском, иако је традиционални абџади ред остао или је поново враћен као решење за неко слово.
22 консонанта из феничанског алфабета чине и фонолошки систем северозападног семитског. У реконструкцији прото-семитских консонаната недостаје их 7, а они су већим делом познати и у арапском.

## Графички независни алфабети
Једини савремени национални алфабет који се графички не може вратити на канаанитски је малдивиан који је јединствен по томе, иако је формиран након арапског и других алфабета, што има слова за бројеве. Османски алфабет који је служио за сомали алфабет, двадесетих година 20. века је био озваничен у Сомалији са латинским алфабетом све до 1972, а облици његових консонаната су се испоставили као потпуне иновације.
Међу алфабетима који се користе као национална писма данас, мали број је заиста независан по облику својих слова. Зујин фонетски алфабет је настао из кинеских карактера. Сантали алфабет источне Индије је по свему судећи базиран на традиционалним симболима. Назив сантали слова се односи на знакове који се представљају по принципу акрофоније као што је у изворном алфабету, али то је последњи консонант или вокал имена које слово представља.
У древним временима огхам се састојао од великих знакова, а чувени записи старог Персијског царства су писани углавном клинастим алфабетом чији се облик слова стварао у посебним приликама. Ипак, док су сви ови системи могли бити графички независни од других алфабета на свету, били су оригинални и по пореклу.

## Алфабети у другим сферама
Промене изазване неким новим средствима писања понекад проузрокују промене на графичком плану или се стварају отежавајуће околности у преносу. Није на први поглед очигледно да је клинасто писмо угаритик алфабета настало из прототипичног семитског абџада, и то још није до краја утврђено. И док су ручни алфабети директни настављачи локалних писаних алфабета (оба британска дворучна и француско-амерички једноручни алфабети су остаци латинског алфабета као што је индијски ручни алфабет остатак деванагарија, а корејски хангула), Брај, семафор, поморске сигналне заставе и Морзеов код су основне арбитрарне геометријске форме. Облици за енглески Брај и семафор, на пример, изведени су из латинског алфабета, али не од графичких форми самих слова. Савремене скраћенице су изгледа графички самосталне. Ако потичу из латинског, та веза се изгубила кроз историју.